# Acquia (Unternehmen)

Logo von Acquia

Acquia ist ein US-amerikanisches Software-as-a-Service-Unternehmen, das von Dries Buytaert und Jay Batson gemeinsam gegründet wurde, um Unternehmensprodukte, Dienstleistungen und technischen Support für die Open-Source-Web-Content-Management-Plattform Drupal bereitzustellen.
Das Unternehmen wird durch Risikokapital unterstützt und hat in acht Runden 173,5 Millionen US-Dollar erhalten. Die letzte Finanzierungsrunde der Serie G brachte im September 2015 55 Millionen US-Dollar ein, angeführt von Centerview Capital.
Im Jahr 2013 wurde Acquia von Deloitte zum am schnellsten wachsenden privaten Technologieunternehmen in Nordamerika gekürt. Am 21. August 2012 wurde Acquia auf Platz 8 der Inc. 500-Liste für 2012, als das Softwareunternehmen Nr. 1 und als achtgrößtes Unternehmen in Boston genannt. Am 22. August 2013 steht Acquia bei Inc. (Magazin) in der Liste der 500 am schnellsten wachsenden Privatunternehmen und wurde auf Platz 8 in der Software-Unternehmen-Liste und insgesamt auf Platz 109 der kompletten Liste platziert.
Im September 2021 erwarb Acquia Widen Enterprises, ein amerikanisches Technologieunternehmen in Privatbesitz, das Digital Asset Management- und Produktinformationsmanagement-Software sowie Digital Asset Management-Services entwirft, entwickelt und anbietet.